# 홍번 (배우)
홍번 (Hồng Vân (紅雲 | 홍운), 1966년 5월 26일 ~ )은 베트남의 영화 배우, 텔레비전 배우, 연극 배우, 희극인이다.